# Ryuki Kozawa
Ryuki Kozawa (小澤 竜己 Kozawa Ryuki?), född 6 februari 1988 i Aichi prefektur, är en japansk före detta fotbollsspelare.
Kozawa började sin karriär 2006 i FC Tokyo. Efter FC Tokyo spelade han för Gainare Tottori och Blaublitz Akita. 